# Triangle (Diaura-album)
A Triangle című lemez a Diaura nevű japán visual kei együttes harmadik stúdióalbuma, mely 2014. november 26-án jelent meg az Ains kiadásában és 33. helyen végzett az Oricon heti slágerlistáján, az Indies albumok listáján pedig második volt. 2014 júliusában előzetesen két kislemez jelent meg az albumról, a Silent Majority és a Horizon. Egy harmadik kislemez is megjelent szeptember 3-án Blind Message címmel, ez azonban nem került fel a lemezre, csupán a B-verziós kiadáshoz mellékelt DVD-n szerepelt videoklip formájában.

## Számlista
A lemez háromféle kiadásban jelent meg, egy normál CD-kiadás mellett A- és B-típusú kiadás került forgalomba, az A-típushoz mellékelt DVD-n koncertfelvételek, a B-típushoz mellékelt DVD-n pedig két videoklip szerepelt.
Az összes dalszöveg szerzője yo-ka. 
| 1.  | Triangle Vision (SE)                     | Kei   | 1:45 |
| 2.  | ID                                       | Kei   | 4:11 |
| 3.  | Menace                                   | Kei   | 3:45 |
| 4.  | Moratorium (モラトリアム)                | Kei   | 4:15 |
| 5.  | Sin szekai (新世界; Hepburn: Shin sekai) | yo-ka | 3:52 |
| 6.  | Hypnosis                                 | Kei   | 4:26 |
| 7.  | Case of Massmurder                       | yo-ka | 4:34 |
| 8.  | Silent Majority                          | yo-ka | 3:40 |
| 9.  | Aria (アリア)                            | yo-ka | 3:38 |
| 10. | Kairi (解離)                             | Kei   | 5:11 |
| 11. | Horizon (ホライゾン)                     | Kei   | 4:46 |
| 12. | Dzsikai (自壊; Hepburn: Jikai)           | Kei   | 5:27 |

| 1. | Ains Presents Diaura 47 todófuken tandoku kóen Tour '2014: Into the "Deep" Core – Awakening Menace Tour ura Final 2014 nen 08-cuki 16-nicsi (cucsi) Sibuja Quattro (Ains Presents Diaura 47都道府県単独公演Tour'2014 「Into the【deep】Core～Awakening Menace～」Tour 裏Final 2014年08月16日(土)渋谷Quattro ; Hepburn: Ains Presents Diaura 47 Todōfuken tandoku kōen Tour '2014 "Into the 'deep' Core～Awakening Menace～" Tour Ura Final 2014nen 08-tsuki 16-nichi (tsuchi) Shibuya Quattro) |  |

| 1. | Moratorium (モラトリアム) (videoklip) |  |
| 2. | Blind Message (videoklip)             |  |